# Too Much Too Soon (album)
Pour les articles homonymes, voir Too Much, Too Soon.
Albums de New York Dolls
New York Dolls
(1973) Lipstick Killers – The Mercer Street Sessions 1972
(1981)
Too Much Too Soon est le deuxième album studio des New York Dolls paru en 1974. Il est produit par Shadow Morton ancien producteur des Shangri-Las, dont Johnny Thunders était fan.
La production de ce disque correspond plus au style scénique du groupe que celle du précédent. Pourtant, l'album n'atteint  que la 167e place des charts US. À la suite de cet échec commercial, Mercury laissera tomber le groupe.

## Titres
1. Babylon (David Johansen, Johnny Thunders) – 3:31
2. Stranded in the Jungle (James Johnson, Ernestine Smith) – 3:49
3. Who Are the Mystery Girls? (David Johansen, Johnny Thunders) – 3:07
4. (There's Gonna Be A) Showdown (Kenny Gamble, Leon Huff) – 3:37
5. It's Too Late (David Johansen, Johnny Thunders) – 4:35
6. Puss 'N' Boots (David Johansen, Sylvain Sylvain) – 3:06
7. Chatterbox (Johnny Thunders) – 2:26
8. Bad Detective (Kenny Lewis) – 3:37
9. Don't Start Me Talkin' (Sonny Boy Williamson II) – 3:12
10. Human Being (David Johansen, Johnny Thunders) – 5:44

## New York Dolls
- David Johansen – gong, chant
- Arthur "Killer" Kane – basse
- Jerry Nolan – batterie, percussions
- Sylvain Sylvain – basse, guitare, piano
- Johnny Thunders – guitare, chant

### Musiciens supplémentaires
- Peter Jordan – basse
- Alex Spyropoulos – piano